# Fazzula
Fazzula är ett åländskt konstnärskollektiv med humorinriktning som bildades 1994 som bland annat driver humorsiten www.fazzula.com. Kända medlemmar är journalisten och författaren Fred Forsell samt konstnären Jonas Wilén.
Fazzulakollektivet arbetar mycket med ironi, lyteskomik och svart humor. Man har även lanserat en egen typ av humor man själva etiketterar som humorlös humor främst på grund av det något tafatta upplägget samt den trippelironiska twist som ofta karaktäriserar sketcherna.
Gruppen träffades när gratistidningen XIT grundades 1994 av bland andra ledamoten av Ålands lagting Dennis Jansson.

## Karaktärer (urval)
- Ewald v Schutt, gammal rasistisk cyniker från Helsingfors. Veteran från boerkriget.
- Knut "Höken" Cagnelius, professor emeritus, partiledare och kalenderbitare.
- Bengt Baron, folkbildare inom vett- och/eller etikett.
- Mor Inga Gondalby, skärgårdskvinna och dataveteran.
- Steve Lundgren, Trubadur, låtskrivare, allkonstnär.
- Äldre konstapel Miksel Överberg, Polis, kursledare.

## Verk

### Kortfilmer
- En dag med Dark
- Kometer - en film av Carolus Smith-Kärkkäinen
- Ploc Potter - drezy Hari Poter
- Hjältarna i Telenätet  (i samarbete med Inbreed Film)

### Böcker
- Fazzula - panorama över en ond tid, MotorSimon 2002, 76s.

## Andra produktioner
- fazzula.com